# Elisabeth Langgässer
Elisabeth Langgässer (Alzey, 1899. február 23. – Karlsruhe, 1950. július 25.) német írónő. Elisabeth Langgässer a XX. század keresztény orientációjú írónőihez tartozott. Fő témáinak egyike az ördög által vezérelt és az isten által vezért élet közötti konfliktus. Ezzel a keresztény misztikusok hagyományait követte. Langgässer mindenekelőtt költészetével és elbeszéléseivel vált ismertté.

## Élete, munkássága
Elisabeth Langgässer apja Eduard Langgässer, zsidó származású katolikus építész, anyja Eugenie Dienst. 1919-től 1928-ig tanítónőként dolgozott Seligenstadtban és Griesheimban. 1924-ben jelent meg első verseskötete Der Wendekreis des Lammes címmel. 1929. január elsején született Cordelia nevű lánya, akit egyedülálló anyaként szült meg. Az apa Hermann Heller államjogász volt. Tavasszal Berlinbe költözött, ahol ismét tanítónőként vállalt állást.
1931-től szabadúszó íróként dolgozott - hangjátékokat írt többek között a Funk-Stunde Berlin számára. A náci hatalomátvétel után az utolsó szabad választáson 1933 márciusában Adolf Hitlerre szavazott. Ugyanebben az évben Ina Seideldel együtt ő a Frauengedichten der Gegenwart egyik kiadója. 1935-ben még publikálhatta a Tierkreisgedichte című kötetet, majd 1936-ban a Der Gang durch das Ried című regényt. 1935 júliusában férjhez ment Wilhelm Hoffmann szerkesztőhöz, aki röviddel ezután elveszítette állását, amiért a rasszista nürnbergi törvények értelmében félzsidónak számító nővel házasodott.
1936-ban - mint félzsidót - kizárták a birodalmi írói kamarából. Ezáltal megtiltották neki a publikálást, amit azonban nem tartott be. 1938-ban, kevéssel az Anschluss előtt, a salzburgi Otto Müller kiadója megjelenteti Langgässernek a Rettung am Rhein című írását. Végül titokban elkezdte írni legismertebb művét, a Das unauslöschliche Siegel című regényt.
A második világháború alatt 1942-től kényszermunkára vezényelték egy lőszergyárba. Ebben az évben mutatkoztak nála sclerosis multiplex első jelei. Cordelia lánya, aki a nürnbergi törvények értelmében "zsidónak" számított, annak ellenére 1943-ban spanyol állampolgárságot kapott, nem utazhatott el az országból. Cordeliát 1944-ben Theresienstadtba, majd végül Auschwitzba deportálták. Cordelia túlélte Auschwitzot, és 1945-ben a Weiße Busse segélyakció keretében Svédországba került.
1945-ben, a második világháború befejeződése után tudta Elisabeth Langgässer a Das unauslöschliche Siegel című regényét befejezni. Még ebben az évben újra jelentkeztek nála a sclerosis multiplex tünetei. 1946-ban kapott hírt először a holokausztot túlélő lányáról - Cordelia Edvardsonról - Svédországból. 1948-ban költözött Elisabeth Langgässer Rheinzabernbe és adta ki gyűjteményes novelláskötetét Der Torso címmel. 1950 márciusában felvette tagjai közé a mainzi Akademie der Wissenschaften und der Literatur. Június végétől a sclerosis multiplex erősödése következtében ágyhoz volt kötve, majd 1950. július 25-én elhunyt, miután tíz napig kómában feküdt a karlsruhei St. Vinzenz kórházban. Mindössze 51 évet élt. Utolsó regénye, a Märkische Argonautenfahrt csak a halála után néhány hónappal jelent meg.
1945-től Langgässer a német háború utáni irodalom tipikus képviselőjének számított. A nemzetiszocializmus üldözöttjeként egyfajta pesszimizmus-realizmus jellemezte, ami a holokauszttal a háttérben gyakran írásai témájává is vált.

## Emlékezete
Halála évében posztumusz megkapta a Georg Büchner-díjat. A róla elnevezett Elisabeth Langgässer-irodalmi díjat 1988 óta háromévente ítéli oda Alzey városa. 1991 óta szülővárosa egyik gimnáziuma is az ő nevét viseli

## Művei
- Der Wendekreis des Lammes (versek), 1924
- Proserpina (elbeszélés), 1932
- Die Tierkreisgedichte (versek), 1935
- Der Gang durch das Ried (regény), 1936
- Rettung am Rhein. Drei Schicksalsläufe, 1938
- Das unauslöschliche Siegel (regény), Claassen Verlag, Düsseldorf 1946 és 1987, ISBN 3-546-45902-4
  - als dtv-Taschenbuch: München 1989, ISBN 3-423-11116-X
- Der Laubmann und die Rose (versek), 1947
- Der Torso (novellák), 1947
  - Untergetaucht
  - Glück haben
  - Saisonbeginn
  - Nichts Neues
- Das Labyrinth (novellák), 1949
- Märkische Argonautenfahrt (regény), 1950
- Gesammelte Werke (5 kötetben), postumus 1959-64
- Ausgewählte Erzählungen, postumus 1984, Claassen, ISBN 3-546-45837-0

### Magyar fordításban
- Bújtatás, novella, Kovács Vera fordításában
- Szezonkezdet, novella, Vörös Eszter fordításában
- Csigaház és rózsa, vers, Tótfalusi István fordításában,[4] illetve Hajnal Anna fordításában[5]
- Szavak délben, vers, Hajnal Anna fordításában[5]
- Tavasz 1946, vers, Hajnal Anna fordításában[5]
- Téli napforduló, vers, Kálnoky László fordításában[4]
- Kora tavaszi enyhe nap, vers, Tellér Gyula fordításában[4]

## Külső hivatkozások
- Biográfia és képek

## Fordítás
- Ez a szócikk részben vagy egészben  az   Elisabeth Langgässer című német Wikipédia-szócikk fordításán alapul.  Az eredeti cikk szerkesztőit annak laptörténete sorolja fel. Ez a jelzés csupán a megfogalmazás eredetét és a szerzői jogokat jelzi, nem szolgál a cikkben szereplő információk forrásmegjelöléseként.